# Walter Zapp
Walter Zapp (4. september 1905 – 17. juli 2003) var en tyskbaltisk opfinder, hvis største opfindelse var miniaturekameraet (Minox).
Zapp blev født i Riga, som på det tidspunkt lå i Guvernement Livland, en del af det Russiske Kejserrige. I 1934, mens Zapp boede i Estland, påbegyndte han at udvikle det første miniaturekamera ved hjælp af modeller i træ, som førte til den første prototype i 1936. Kameraet kom i produktion og blev introduceret på markedet under mærket Minox for første gang i 1938. Minox-kameraerne blev fremstillet hos VEF (lettisk: Valsts elektrotehniskā fabrika) i Riga, og der blev fremstillet 17.000 af dem hos VEF i alt. Fremstillingen af Minox objektiver var rent håndværk, og de fremstilledes fra en glaskube af unge kvinder, som netop havde taget deres studentereksamen og søgte efter arbejde.
Water Zapp flyttede til Tyskland inden den sovjetiske besættelse af Letland i 1940. Efter 2. verdenskrig afslutning grundlagde Zapp Minox GmbH i 1945 i Wetzlar, og virksomheden er stadig aktiv. Walter Zapp døde i en alder af 98 i Binningen i nærheden af Basel i Schweiz.